# Antologia Maryli Rodowicz (1996)
Antologia – seria trzech kompilacji polskiej piosenkarki popowej Maryli Rodowicz, wydana 19 października 1996 nakładem wytwórni Tra-la-la i PolyGram Polska oraz dystrybuowana przez Universal Music Polska. Obejmuje trzy albumy opublikowane na CD i kasetach magnetofonowych. Znalazły się na nich nagrania z repertuaru Rodowicz, w większości wydane po raz pierwszy na CD i kasetach. Kompilacje ukazały się zarówno osobno, jak i w ramach box setu zawierającego trzy albumy. Dodatkowo w ramach promocji antologii został wydany maxi singel z czterema utworami.

## Lista utworów

### Antologia 1
| Nr  | Tytuł utworu                                              | Muzyka              | Tekst                         | Rok  | Długość |
| --- | --------------------------------------------------------- | ------------------- | ----------------------------- | ---- | ------- |
| 1.  | „Mówiły mu”                                               | Stefan Rembowski    | Andrzej Bianusz               | 1969 | 3:21    |
| 2.  | „Ballada wagonowa”                                        | Andrzej Zieliński   | Agnieszka Osiecka             | 1969 | 3:10    |
| 3.  | „Dzięcioł i dziewczyna”                                   | Adam Sławiński      | Konstanty Ildefons Gałczyński | 1969 | 2:23    |
| 4.  | „Do łezki łezka”                                          | Andrzej Korzyński   | Jonasz Kofta                  | 1973 | 4:19    |
| 5.  | „Chcę mieć syna”                                          | Seweryn Krajewski   | Krzysztof Dzikowski           | 1969 | 2:55    |
| 6.  | „Trzy, może nawet cztery dni”                             | Adam Sławiński      | Andrzej Bianusz               | 1968 | 3:10    |
| 7.  | „Jadą wozy kolorowe”                                      | Jerzy Ficowski      | Stefan Rembowski              | 1970 | 3:46    |
| 8.  | „Jak cię miły zatrzymać”                                  | Jerzy Andrzej Marek | Adam Kreczmar                 | 1968 | 2:57    |
| 9.  | „Ludzie, kocham was”                                      | Wojciech Młynarski  | Marian Zimiński               | 1970 | 3:03    |
| 10. | „Żyj mój świecie”                                         | Marian Zimiński     | Agnieszka Osiecka             | 1969 | 3:06    |
| 11. | „Gonią wilki za owcami”                                   | Katarzyna Gärtner   | Agnieszka Osiecka             | 1971 | 3:25    |
| 12. | „Za górami”                                               | Katarzyna Gärtner   | Jerzy Kleyny                  | 1969 | 3:37    |
| 13. | „Ludzkie gadanie” (z Sewerynem Krajewskim)                | Seweryn Krajewski   | Agnieszka Osiecka             | 1976 | 4:11    |
| 14. | „Z tobą w górach”                                         | Katarzyna Gärtner   | Jerzy Kleyny                  | 1971 | 3:41    |
| 15. | „A gdzie to siódme morze”                                 | Katarzyna Gärtner   | Jerzy Kleyny                  | 1973 | 4:24    |
| 16. | „Małgośka”                                                | Katarzyna Gärtner   | Agnieszka Osiecka             | 1973 | 4:26    |
| 17. | „Diabeł i raj”                                            | Katarzyna Gärtner   | Agnieszka Osiecka             | 1973 | 3:34    |
| 18. | „Powołanie”                                               | Katarzyna Gärtner   | Jerzy Kleyny                  | 1971 | 3:17    |
| 19. | „Wio koniku”                                              | Imre Garai          | Jerzy Jurandot                | 1973 | 2:38    |
| 20. | „Dziś prawdziwych Cyganów już nie ma” (ze Stanem Borysem) | Andrzej Zieliński   | Agnieszka Osiecka             | 1976 | 4:33    |
| 21. | „Kiedy się dziwić przestanę”                              | Czesław Niemen      | Jonasz Kofta                  | 1973 | 4:56    |
|     |                                                           |                     |                               |      | 1:14:52 |

Uwagi
- Utwór „Wio koniku” jest polskojęzycznym coverem piosenki „Gyia ló” László Kazala.

### Antologia 2
| Nr  | Tytuł utworu                                | Muzyka               | Tekst               | Rok  | Długość |
| --- | ------------------------------------------- | -------------------- | ------------------- | ---- | ------- |
| 1.  | „Sing-Sing”                                 | Jacek Mikuła         | Agnieszka Osiecka   | 1976 | 2:37    |
| 2.  | „Damą być”                                  | Jacek Mikuła         | Agnieszka Osiecka   | 1976 | 2:02    |
| 3.  | „Nie ma jak pompa”                          | Jacek Mikuła         | Agnieszka Osiecka   | 1977 | 3:42    |
| 4.  | „Kolorowe jarmarki” (na żywo – Sopot 1977)  | Janusz Laskowski     | Ryszard Ulicki      | 1977 | 5:47    |
| 5.  | „Futbol”                                    | Leszek Bogdanowicz   | Jonasz Kofta        | 1974 | 2:18    |
| 6.  | „Urodzajny rok” (na żywo – Opole 1974)      | Katarzyna Gärtner    | Agnieszka Osiecka   | 1974 | 3:36    |
| 7.  | „Krąży, krąży złoty pieniądz”               | Andrzej Korzyński    | Jonasz Kofta        | 1977 | 2:35    |
| 8.  | „Bossanova do poduszki”                     | Jacek Mikuła         | Agnieszka Osiecka   | 1978 | 4:58    |
| 9.  | „Gaj” (z Markiem Grechutą)                  | Marek Grechuta       | Agnieszka Osiecka   | 1978 | 2:55    |
| 10. | „Nietakt”                                   | Andrzej Zieliński    | Adam Kreczmar       | 1979 | 3:53    |
| 11. | „Gimnastyka”                                | Andrzej Korzyński    | Jan Wołek           | 1983 | 4:30    |
| 12. | „Dentysta sadysta” (w zespole Różowe Czuby) | Andrzej Kleszczewski | Jacek Bieleński     | 1982 | 3:35    |
| 13. | „Szparka sekretarka”                        | Andrzej Korzyński    | Jan Wołek           | 1983 | 5:03    |
| 14. | „Kasa – sex”                                | Andrzej Korzyński    | Andrzej Korzyński   | 1986 | 2:26    |
| 15. | „Nie wiem, czy wytrzymasz ze mną mały”      | Andrzej Korzyński    | Andrzej Korzyński   | 1986 | 2:50    |
| 16. | „Fruwa twoja marynara”                      | Wojciech Młynarski   | Wojciech Młynarski  | 1980 | 3:26    |
| 17. | „Gejsza nocy”                               | Andrzej Korzyński    | Krzysztof Gradowski | 1983 | 4:49    |
| 18. | „Wielki trójżaglowiec”                      | Jacek Mikuła         | Wojciech Młynarski  | 1980 | 5:40    |
| 19. | „Przytul mnie” (z Kombi)                    | Sławomir Łosowski    | Marek Dutkiewicz    | 1980 | 4:30    |
|     |                                             |                      |                     |      | 1:11:12 |

### Antologia 3
| Nr  | Tytuł utworu                | Muzyka                  | Tekst              | Rok  | Długość |
| --- | --------------------------- | ----------------------- | ------------------ | ---- | ------- |
| 1.  | „Remedium”                  | Seweryn Krajewski       | Magda Czapińska    | 1978 | 4:27    |
| 2.  | „Hej żeglujże, żeglarzu”    | Jan Kanty Pawluśkiewicz | tradycyjny         | 1980 | 4:24    |
| 3.  | „Pejzaż horyzontalny”       | Jan Kanty Pawluśkiewicz | Wiesław Dymny      | 1980 | 2:39    |
| 4.  | „Wariatka tańczy”           | Seweryn Krajewski       | Agnieszka Osiecka  | 1979 | 3:54    |
| 5.  | „Cyrk nocą”                 | Jacek Mikuła            | Agnieszka Osiecka  | 1979 | 3:26    |
| 6.  | „Wielka woda”               | Katarzyna Gärtner       | Agnieszka Osiecka  | 1978 | 4:25    |
| 7.  | „Gołębi song”               | Seweryn Krajewski       | Jacek Cygan        | 1983 | 4:05    |
| 8.  | „Rozmowa przez ocean”       | Andrzej Sikorowski      | Andrzej Sikorowski | 1986 | 5:53    |
| 9.  | „Niech żyje bal”            | Seweryn Krajewski       | Agnieszka Osiecka  | 1984 | 4:58    |
| 10. | „Polska Madonna” (na żywo)  | Andrzej Sikorowski      | Agnieszka Osiecka  | 1987 | 5:58    |
| 11. | „Święty spokój”             | Seweryn Krajewski       | Magda Czapińska    | 1980 | 4:08    |
| 12. | „Człowiek, człowiek”        | Ryszard Szeremeta       | Jan Wołek          | 1989 | 3:38    |
| 13. | „W szeregu”                 | Seweryn Krajewski       | Agnieszka Osiecka  | 1992 | 4:11    |
| 14. | „Dobranoc panowie”          | Andrzej Zieliński       | Agnieszka Osiecka  | 1992 | 4:44    |
| 15. | „Tango na głos i orkiestrę” | Grzegorz Tomczak        | Grzegorz Tomczak   | 1989 | 5:24    |
| 16. | „To już było”               | Andrzej Sikorowski      | Andrzej Sikorowski | 1992 | 4:15    |
| 17. | „Dworzec”                   | Jacek Mikuła            | Jan Wołek          | 1995 | 3:53    |
| 18. | „Zostały mi”                | Katarzyna Gärtner       | Magda Czapińska    | 1995 | 4:12    |
|     |                             |                         |                    |      | 1:18:34 |